# Stor-Fäbodtjärnen, Medelpad
Stor-Fäbodtjärnen är en sjö i Sundsvalls kommun i Medelpad och ingår i Indalsälvens huvudavrinningsområde.